# Ingrid
Ingrid je ženské křestní jméno. V severské mytologii se takto jmenovala jedna z Valkýr – jezdkyň, které z bojiště odvážely duše mrtvých hrdinů do Valhally. Jméno je skandinavského a staroseverského původu Ingfríðr, což znamená Ing je krásný/milovaný. Ve volném překladu to tedy znamená "jezdkyně boha Inga". V severské mytologii byl Ing bůh plodnosti a úrodnosti.
Zdrobnělina Inka znamená vládce či Pán v jazyce Kečua. Používal se jak odkaz na vládnoucí třídu či rodinu v říši.
Podle českého kalendáře má svátek 27. ledna.

## Zdrobněliny
Inga, Inge, Inka, Ina, Inken, Ingeborg, Ika, Inke, Inečka, Inge, Inga, Inger, Ingri, Rida, Inuška[zdroj⁠?!]

## Statistické údaje
Následující tabulka uvádí četnost jména v ČR a pořadí mezi ženskými jmény ve srovnání dvou roků, pro které jsou dostupné údaje MV ČR – lze z ní tedy vysledovat trend v užívání tohoto jména:
| Rok       | Četnost   | Pořadí   |
| 1999      | 2693      | 150.     |
| 2002      | 2704      | 152.     |
| Porovnání | o 11 více | o 2 hůře |
| 2006      | 2821      | 150.     |

Změna procentního zastoupení tohoto jména mezi žijícími ženami v ČR (tj. procentní změna se započítáním celkového úbytku žen v ČR za sledované tři roky 1999-2002) je +1,2%.

## Známé nositelky jména

### Historické osobnosti
- Ingrid Švédská, královna-manželka Dánska
- Ingrid Bergman, švédská herečka
- Ingrid Ragnvaldsdotter, královna Norska

### Žijící osobnosti
- Princezna Ingrid Alexandra Norská
- In-Grid, Italská disco zpěvačka, textařka a tanečnice
- Ingrid Alberini – italská zpěvačka
- Íngrid Betancourt, kolumbijská politička a bývalá zástava Revolucionářského armádního letectva.
- Ingrid Chauvin, francouzská herečka
- Ingrid Hrubaničová, slovenská herečka
- Ingrid Jensen, švédská trumpetistka
- Ingrid Kavelaars, kanadská herečka
- Ingrid Leijendekker, holandská hráčka vodního póla
- Ingrid Mattson, kanadská aktivistka
- Ingrid Newkirk, americká aktivistka pro zvířata, spoluzakladatelka organizace PETA
- Ingrid J. Parker – americká spisovatelka
- Ingrid Rüütel, estonská folkloristka a filoložka
- Ingrid Timková, slovenská herečka
- Ingrid Tørlen, norská plážová volejbalistka
- Ingrid van Bergen, německá herečka
- Ingrid van Houten-Gröneveld, holandská astronomka
- Ingrid van Lubek, holandská atletka
- Ingrid Visser, holandská volejbalistka
- Ingrid Gärde Widemar, švédská právnička
- Ingrid Spieglová, československá reprezentantka v krasobruslení